# قوشچی، گوی‌گول
قوشچی (به لاتین: Quşçu) یک منطقه مسکونی در جمهوری آذربایجان است که در شهرستان گوی‌گول واقع شده است. قوشچی ۴۱۸ نفر جمعیت دارد.